# Naujaat
Naujaat (ᓇᐅᔮᑦ, „Ort, wo Möwen nisten“), bis 2. Juli 2015 Repulse Bay, ist eine an der Repulse Bay, in der administrativen Region Kivalliq, an der Nordwestecke der Hudson Bay am Stiel der Melville-Halbinsel gelegene Siedlung.

## Geschichte
Die Gegend um Repulse Bay ist seit Jahrhunderten Inuit-Siedlungsgebiet, wovon viele Inuksuit (Mehrzahl von Inuksuk, „wie ein Mensch“) Zeugnis geben. Es sind Wegzeichen, an denen sich die zwischen Repulse Bay und Iglulik oder Kugaaruk Reisenden orientierten.
Christopher Middleton erreichte 1742 als erster Europäer die Bucht. Ab 1860 kamen regelmäßig Walfänger hierher, bis der Walfang 1914 ein Ende fand. Die Hudson’s Bay Company errichtete 1919 einen permanenten Handelsposten, da der Handel mit hier erbeuteten Fuchsfellen bis in die 1950er Jahre blühte. In den 1930er Jahren erschienen die ersten römisch-katholischen und anglikanischen Missionare. In den 1940er Jahren begannen die Inuit von Repulse Bay mit dem Gestalten von Stein- und Walross-Elfenbein-Skulpturen.

## Demographie
Der Zensus im Jahr 2021 ergab für den Weiler eine Bevölkerung von 1225 Einwohnern, nachdem der Zensus im Jahr 2016 für die Gemeinde noch eine Bevölkerung von nur 1082 Einwohnern ergeben hatte. Die Bevölkerung hat damit im Vergleich zum letzten Zensus im Jahr 2016 deutlich stärker als der Trend im Territorium um 13,2 % zugenommen, während der Durchschnitt im Territorium bei einer Bevölkerungszunahme von 2,5 % lag. Im letzten Zensuszeitraum von 2011 bis 2016 hatte die Bevölkerung nur leicht überdurchschnittlich um 14,5 % zugenommen, bei einer durchschnittlichen Bevölkerungszunahme von 12,7 % im Territorium.
Im Rahmen des „Census 2021“ wurde für die Gemeinde ein Medianalter von 18,4 Jahren ermittelt. Das Medianalter im Territorium lag 2021 bei 25,6 Jahren (Kanada: 41,9 Jahre). Das örtliche Durchschnittsalter lag bei 23,7 Jahren, bzw. bei 28,3 Jahren im Territorium (Kanada: 41,6 Jahre). Beim „Census 2016“ wurde für die Gemeinde noch ein Medianalter von 18,2 Jahren ermittelt und im Territorium von 25,1 Jahren, sowie ein örtliches Durchschnittsalter von 23,3 Jahren bzw. von 27,7 Jahren im Territorium.
Im Rahmen der Befragung für den „Census 2021“ gaben 1200 der 1225 Einwohner, also rund 98 %, an Inuit zu sein.

## Verkehr
Ab Rankin Inlet ist die Repulse Bay mit regionalen Fluglinien erreichbar.